# Rojovník bahenní
Rojovník bahenní (Rhododendron tomentosum, syn. Ledum palustre) je stálezelený keř z čeledi vřesovcovitých, z rodu rojovník. Je zapsaný v červeném seznamu rostlin jako ohrožený druh. Pěstuje se ve skalkách a ve skupinách vřesovištních rostlin. V ČR se vyskytuje na území CHKO Třeboňsko, kde se nachází jeho největší populace v ČR, a také v NP České Švýcarsko, kde roste na vlhkých skalních římsách.
Druh kvete v květnu až červnu, je původní v severních oblastech Asie, Evropy a Severní Ameriky. Je používán jako léčivka a okrasná rostlina. Při pěstování preferuje slunečné polohy, snese polostín, vyžaduje mokré kyselé půdy. Možné je množení semeny nebo řízky.

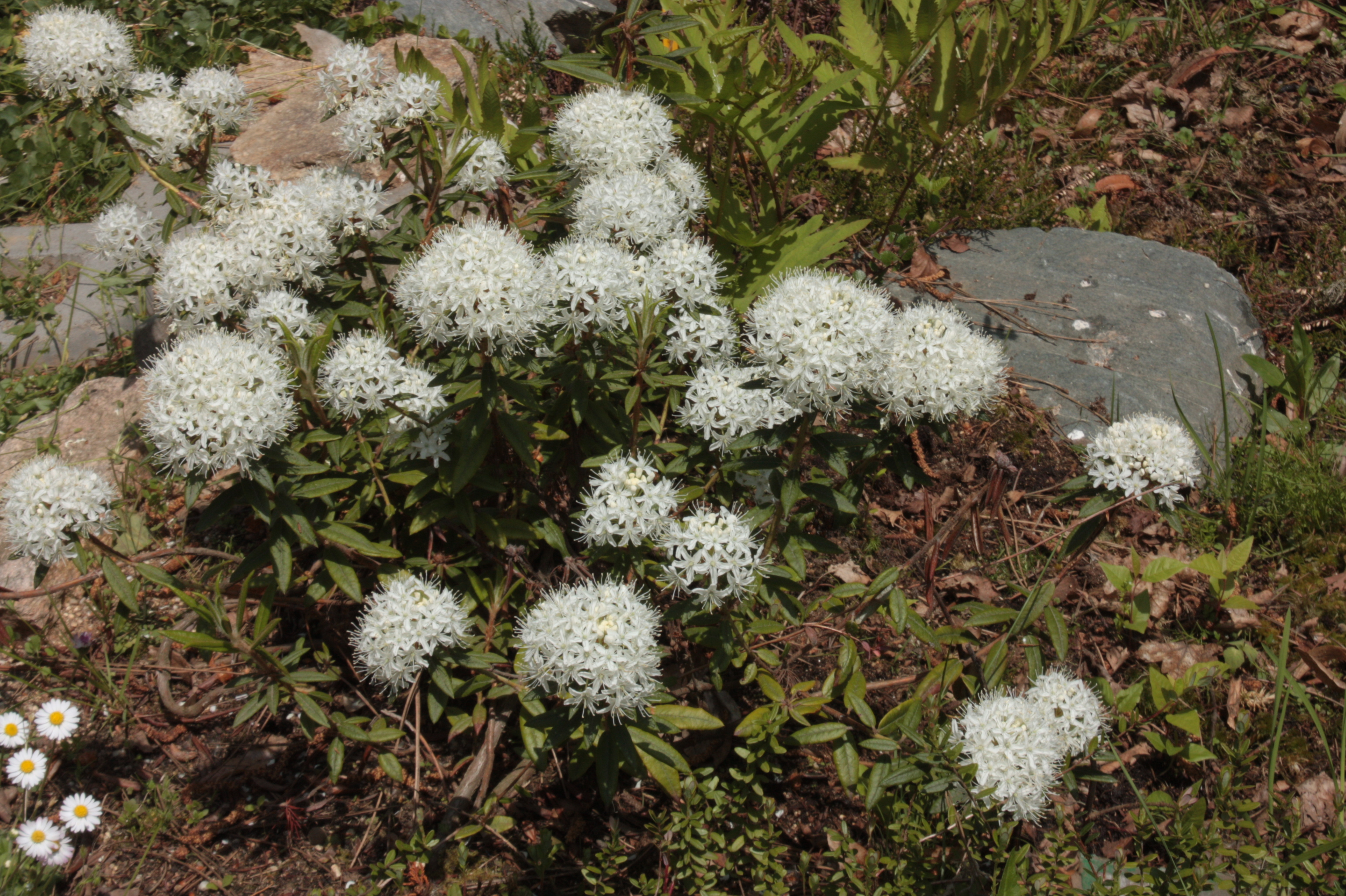
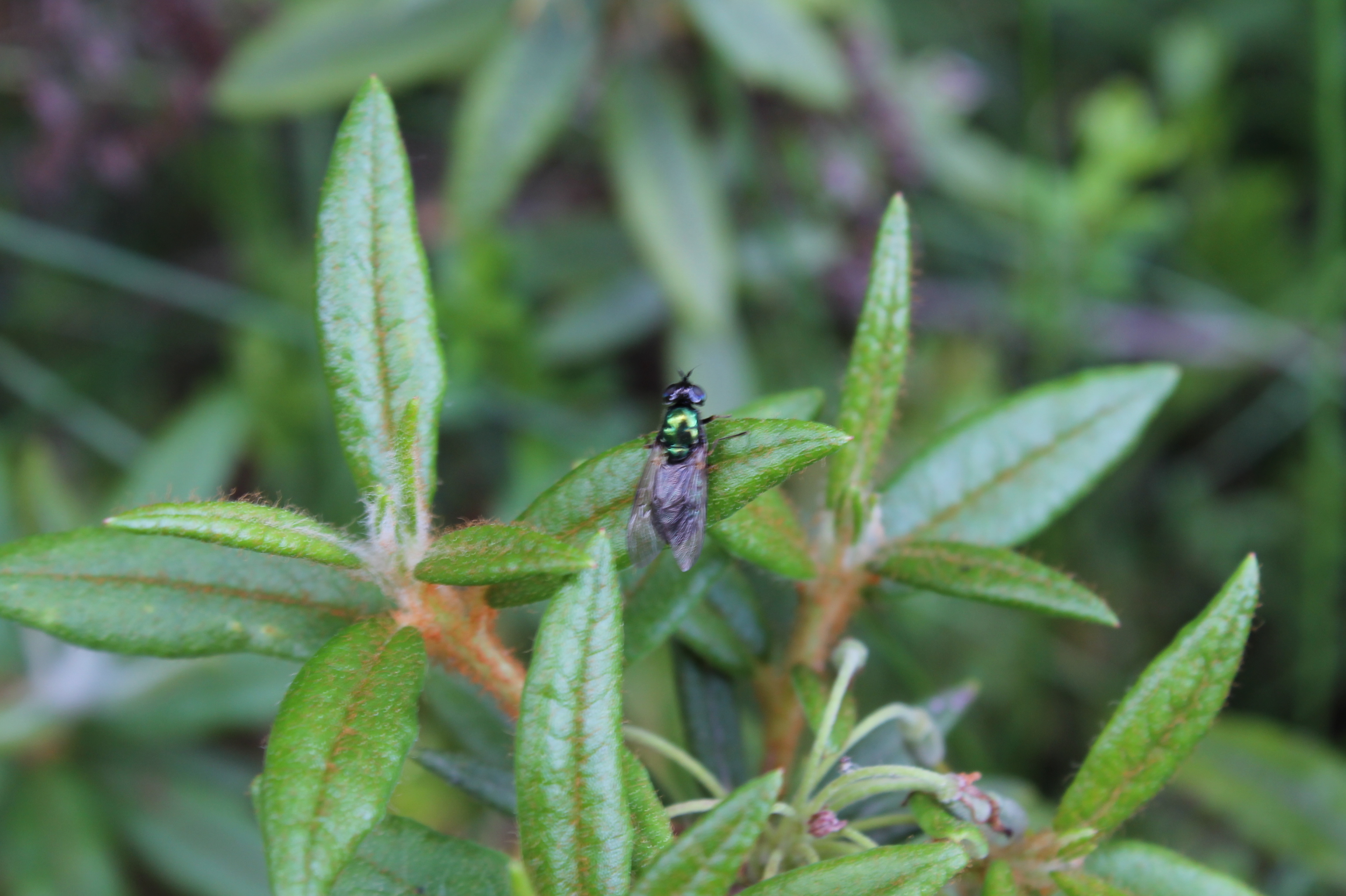
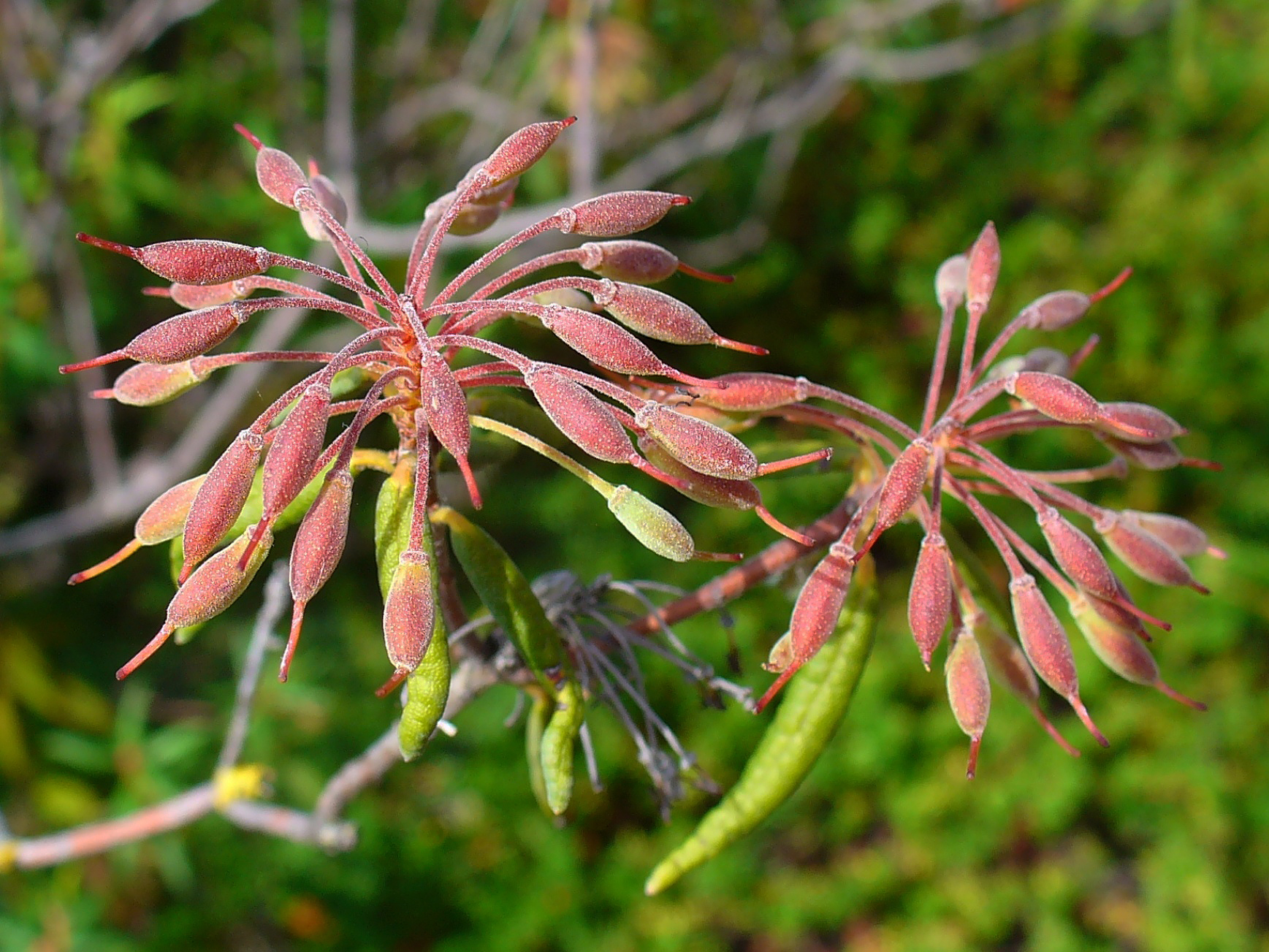
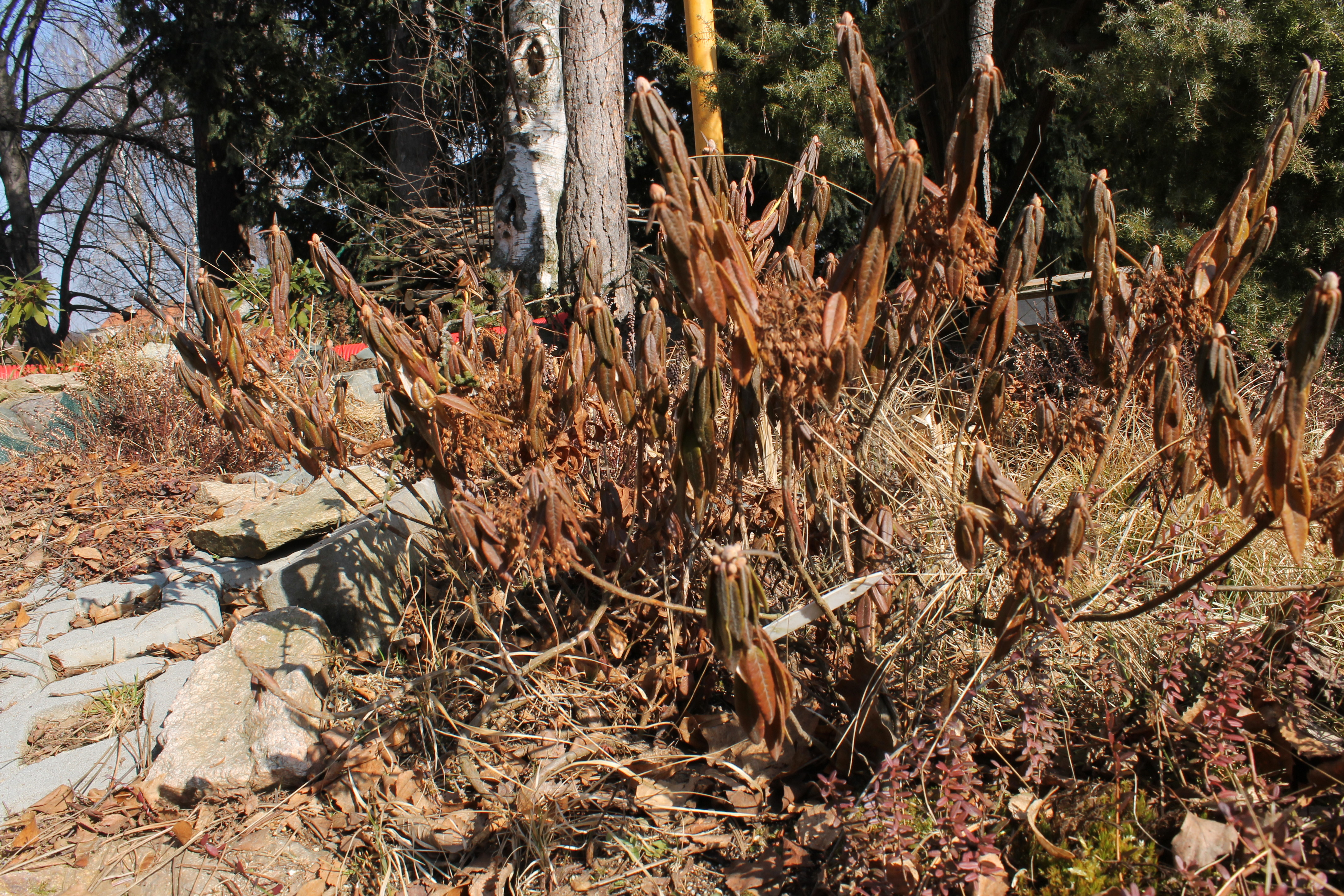
Během zimy